# Der Leidensweg der Inge Krafft
Der Leidensweg der Inge Krafft er en tysk stumfilm fra 1921 af Robert Dinesen.

## Medvirkende
- Mia May som Ingeborg Krafft
- Albert Steinrück som Fürst Wladimir Gagarine
- Conrad Veidt som Hendryck Overland
- Margarete Schön som Dagmar
- Heinz Stieda som Harry Raden
- Harry Hardt som Iwan
- Lia Eibenschütz